# Disco 2
Disco 2 è il secondo album di remix del gruppo musicale britannico Pet Shop Boys, pubblicato il 12 settembre 1994 dalla Parlophone.

## Contiene
Contiene 12 remix di alcuni brani originariamente pubblicati in Very e di altri originariamente pubblicati come b-side dei singoli estratti da Very.
Tutti questi brani furono mixati in sequenza "non-stop" dal DJ Danny Rampling: di conseguenza, alcuni dei remix che i Pet Shop Boys di inclusero in Disco 2 dovettero essere accorciati di durata (in alcuni casi anche dimezzati) in modo che il risultato finale fosse ascoltabile e scorrevole. "Disco 2 è ottimo da ascoltare mentre si guida" dichiara Tennant "ed è anche ottimo per caricarti prima di uscire".
Negli Stati Uniti l'album venne pubblicato in edizione speciale, contenente un secondo disco con ulteriori remix e inediti.
Contrariamente a quanto accaduto con il primo capitolo della serie Disco, Disco 2 non entusiasmò più di tanto i fan e i critici, nonostante l'ingresso nella Top10 britannica e il suo milione di copie vendute. In alcuni sondaggi, Disco 2 è stato inoltre etichettato come "il peggior album dei Pet Shop Boys".

## Tracce
1. Absolutely Fabulous (Rollo Our Tribe Tongue-In Cheek Mix) – 0:29
2. I Wouldn't Normally Do This Kind of Thing (Beatmasters Extended Nude Mix) – 4:15
3. I Wouldn't Normally Do This Kind of Thing (DJ Pierre Wild Pitch Mix) – 2:59
4. Go West (Farley & Heller Mix) – 3:40
5. Liberation (E Smoove 12" Mix) – 6:09
6. So Hard (David Morales Red Zone Mix) – 2:48
7. Can You Forgive Her? (Rollo Dub) – 4:03
8. Yesterday, When I Was Mad (Junior Vasquez Fabulous Dub) – 4:54
9. Absolutely Fabulous (Rollo Our Tribe Tongue-In Cheek Mix) – 6:01
10. Yesterday, When I Was Mad (Coconut 1 12" Mix) – 2:12
11. Yesterday, When I Was Mad (Jam & Spoon Mix) – 5:01
12. We All Feel Better in the Dark (Brothers in Rhythm After Hours Climax Mix) – 5:21

## Classifiche
| Classifica (1994) | Posizione massima |
| ----------------- | ----------------- |
| Austria           | 35                |
| Finlandia         | 15                |
| Germania          | 47                |
| Paesi Bassi       | 54                |
| Regno Unito       | 6                 |
| Stati Uniti       | 75                |
| Svezia            | 21                |
| Svizzera          | 33                |